# 哥白尼纪念碑 (芝加哥)
哥白尼纪念碑（英語：Nicolaus Copernicus Monument）是美国伊利诺伊州芝加哥的一尊户外雕塑，由阿德勒天文馆立于1973年，位于天文馆前，纪念天文学家哥白尼诞生500周年。作者布朗尼斯拉夫·科尼乌西复制了贝特尔·托瓦尔森1830年在波兰华沙的原作。